# Hednota vetustellus
Hednota vetustellus là một loài bướm đêm trong họ Crambidae.